# Cucut babau
El cucut babau (Morococcyx erythropygus) és una espècie d'ocell de la família dels cucúlids (Cuculidae) i única espècie del gènere Morococcyx. Habita el sotabosc i matolls del vessant del Pacífic de Mèxic, des del sud de Sinaloa cap al sud, per Amèrica Central fins al nord-oest de Costa Rica.